# Santa María de Huiririma
Santa María de Huiririma ist eine Parroquia rural („ländliches Kirchspiel“) im Kanton Aguarico der ecuadorianischen Provinz Orellana. Verwaltungssitz ist die Ortschaft Puerto Quinche, 8,5 km nordwestlich vom Kantonshauptort Tiputini am linken Flussufer des Río Napo gelegen. Weitere Orte in der Parroquia sind Centro Ocaya und San Vicente am Linksufer sowie Huiririma am Rechtsufer des Río Napo. Die Parroquia Santa María de Huiririma besitzt eine Fläche von 570,6 km². Die Einwohnerzahl lag im Jahr 2010 bei 729. Die Parroquia wurde am 30. April 1969 gegründet.

## Lage
Die Parroquia Santa María de Huiririma liegt im Amazonastiefland im Nordosten der Provinz Orellana. Der Río Napo durchquert das Areal in ostsüdöstlicher Richtung. Der Río Cocaya, ein linker Nebenfluss des Río Aguarico, durchquert den Nordteil der Parroquia, der Río Tiputini begrenzt die Parroquia im Westen. Im Osten reicht das Gebiet bis wenige Meter an den See Laguna Zancudo Cocha heran. Knapp 4 km südlich des Río Napo befindet sich an dem kleinen Flüsschen Río Huiririma der kleine Urwaldsee Laguna Huiririma.
Die Parroquia Santa María de Huiririma grenzt im Osten an die Parroquia Yasuní, im Südosten und im Süden an die Parroquia Tiputini sowie im Westen und im Norden an die Parroquia Capitán Augusto Rivadeneira.

## Ökologie
Das Areal nördlich des Río Cocaya gehört zum Wildtier-Reservat Cuyabeno.